# Marist Football Club
Il Marist FC (nome completo Marist Football Club) è una società calcistica con sede ad Honiara, nelle Isole Salomone. Partecipa all'Honiara FA League e al National Club Championship. È una delle società più vincenti del paese avendo vinto il campionato 3 volte. 

## Palmarès

### Competizioni nazionali
- National Club Championship: 3

2006, 2009, 2016-2017

### Altri piazzamenti
- National Club Championship:

Secondo posto: 2017-2018
Terzo posto: 2015-2016
- OFC Champions League:

Semifinalista: 2018

## Bilancio in OFC Champions League
- 2006: Fase a gironi
- 2007: Fase a gironi
- 2018: Semifinale